# Bitola
Bitola (Битола) er en by i den sydlige del af Nordmakedonien.
Bitola ligger ved bredderne af Crna Reka (den sorte flod) ved foden af bjerget Baba, hvis højeste top er Pelister (2.601 m.), og byen er den største i den frugtbare Pelagonija-dal og den næststørste by i Makedonien. Bitola ligger 13 km fra den græske grænse, 169 km fra Skopje, 41 km fra Prilep og 66 km fra Ohrid. Bitola er hjembyen for universitetet Sveti Kliment Ohridski (åbnet i 1979).

## Historie
Byen blev grundlagt tæt ved den gamle by Heraclea Lyncestis (grundlagt af Philip II af Makedonien i det 4. århundrede før Kristus), på den vigtige og kendte romervej Via Egnatia, som forbandt Rom med Thessaloniki via det sydlige Italien og Albanien. På grund af de mange kirker og klostre, som var i byen og omkring den, blev byen kaldt for Obitel.
Under Tsar Samoils regeringsperiode var byen del af Stormakedonien og blev biskoppens center i det 11. århundrede. De første nedskrevne historiske fortegnelser over byen stammer fra denne periode, fra året 1014.
Indtil ankomsten af tyrkerne i 1382 var byen et vigtigt handelscenter, hvor der produceredes forskellige slags afgrøder, skind, læder mm. Efter tyrkernes ankomst beholdt byen sin rolle som handelscenter for varer fra Grækenland, Albanien og de omkringliggende steder.
Fra 1382 til 1913 var byen indlemmet i det tyrkiske Osmanniske Rige, som kaldte byen Manastir, og byen blev et vigtigt islamisk religiøst center. Den religiøse højskole eksisterede helt op til det 17. århundrede.
Ifølge noteringer fra forfatteren Evlija Celebija i denne periode eksisterede 70 moskeer, mange kafeer, et overdækket marked – bazaren – (som er bevaret til i dag) med jernporte og omkring 900 forretninger. Forretningerne blev fyldt op med varer fra Leipzig, Paris, Wien, London og andre europæiske byer. Byen var også kendt som "ambassadørernes by", da byen blev diplomatisk center med 12 ambassader i tiden fra 1878-1913.
Senere, efter at Makedonien blev delt i flere dele, blev den til en vigtig by i Kongeriget af serbere, kroater og slovenere.
Byen blev svært beskadiget under den 1. verdenskrig (1914-1918) på grund af den makedonske front (1916-1918), som strakte sig lige udenfor byen, men mange af de gamle tyrkiske bygninger overlevede ødelæggelserne, inklusive Isak-moskeen, som blev bygget i det 15. århundrede, Ajdar-Gazi-moskeen bygget i det 14. århundrede, og det gamle overdækkede marked – bazaren (Čar š ija). I denne periode fortsatte kun 5.000 af de 28.000 indbyggere som levede i byen med at bo her. 
Under 2. verdenskrig (1941-1945) var byen kontrolleret af tyskerne og bulgarerne indtil byen blev befriet af de makedonske partisaner i 1944.
I dag er byen et administrativt, økonomisk og kulturelt center.